# Pro Beach Soccer Tour
Le Pro Beach Soccer Tour est une série de matchs ou de tournois organisés chaque année par la BSWW dans le but de promouvoir le beach soccer à travers le monde.

## Histoire
L'été 1993, la première compétition professionnelle de beach soccer est organisée à Miami Beach (Floride), avec les équipes des États-Unis, du Brésil, d'Argentine et d'Italie. Le succès du tournoi suscite un tel intérêt international qu'il conduit à la création du Pro Beach Soccer Tour en 1996. 
Le premier PBST totalise 60 rencontres en deux ans en Amérique du Sud, en Europe, en Asie et aux États-Unis, attirant de grands noms sur et en dehors du terrain. On voit la mise en place durant trois ans d'une tournée mondiale de la sélection brésilienne qui survole alors la compétition. Au même moment est mis en place une première Coupe intercontinentale, sorte de mini-tournoi international.
En 2000, commence une série de matchs de gala se déroulant à Monte-Carlo avec notamment la présence d'une Sélection du Prince Albert.
Les années 2002 et 2003 sont calmes avec seulement un tournoi en Belgique et une double confrontation Grèce-Brésil à Athènes en deux ans.
Le renouveau se joue en France avec 6 évènements sur 8, sur deux années, ayant lieu dans l'hexagone.